# Túnel de Chin Swee
El Túnel de Chin Swee (en chino: 振瑞遂道; en inglés: Chin Swee Tunnel ; en malayo: Terowong Chin Swee) es uno de los dos túneles de la Autopista Central de Singapur. Se encuentra ubicado en la parte central de Singapur, y se inicia después de la salida 1B de la ruta Outram y la ruta Chin Swee, después del paso elevado de Outram. El túnel pasa a través de la unión de ruta Chin Swee, la ruta Havelock, calle Upper Cross y la avenida Clemenceau, y más tarde el cruce de la avenida Clemenceau y la ruta Merchant. El túnel más tarde cruza el río Singapur y viaja debajo de la avenida Clemenceau, cruzando la ruta River Valley. El túnel termina entonces cuando se convierte en una autopista a nivel del suelo en la salida de la ruta Buyong y la ruta Orchard.